# Comuna Dobrușîne, Sakî
Dobrușîne (în ucraineană Добрушине) este o comună în raionul Sakî, Republica Autonomă Crimeea, Ucraina, formată din satele Dobrușîne (reședința), Ielîzavetove, Izvestkove, Șalași și Soldatske.

## Demografie
Componența lingvistică a comunei Dobrușîne
     Rusă (67,69%)
     Ucraineană (15,02%)
     Tătară crimeeană (13,03%)
     Alte limbi (0,24%)
Conform recensământului din 2001, majoritatea populației comunei Dobrușîne era vorbitoare de rusă (67,69%), existând în minoritate și vorbitori de ucraineană (15,02%) și tătară crimeeană (13,03%).